# 札幌市立北都中学校
札幌市立北都中学校（さっぽろしりつ ほくとちゅうがっこう）は、北海道札幌市白石区川下にある公立中学校。近隣地域に北都団地があることから命名された。

## 沿革

### 経緯
- 1979年 （昭和54年）- 札幌市立柏丘中学校1年、2年186名）、札幌市立北白石中学校（1年、2年90名）、札幌市立信濃中学校（1年、2年19名）より分割し開校。

## 教育方針

### 学校教育目標
「開拓の精神」 - 先人の創造的豊かな知性と気力あふれる根性に学ぼう

#### 目指す生徒像
- 真理を愛し、創造的思考力をそなえる人間（考える）
- 責任を自覚し、自主・独立をめざす人間　（やりぬく）
- 個性を尊重し、豊かな情操にみちた人間　（たかめあう）
- 生命を尊重し、強じんな身体をもつ人間　（きたえる）

## 学校行事
2024年度時なものを元にしています。
| - 4月 始業式 入学式部活動見学 - 5月 生徒総会 3年修学旅行 - 6月 2年宿泊学習 1年校外学習 第1回定期テスト | - 7月 陸上競技大会 1学期終業式 - 8月 2学期始業式 - 9月 第2回定期テスト校区内清掃 生徒会役員選挙 | - 10月 北都文化祭 - 11月 開校記念日 第3回定期テスト 募金活動 - 12月 2学期終業式 | - 1月 3学期始業式 3年第4回定期テスト - 2月 1・2年第4回定期テスト - 3月 卒業証書授与式 修了式 |

## 生徒会活動

### 委員会
- 学級代表
- 議長会
- 生活常任委員会
- 文化常任委員会
- 保健常任委員会
- 体育常任委員会
- 学習常任委員会

### 局
- 放送局
- 図書局

## 部活動

### 主な運動系部活動
- 野球部
- サッカー部
- 男女ソフトテニス部
- 女子バスケット部
- 男子バスケット部
- 女子バ レーボール部
- 男子バドミントン部
- 女子バドミントン部
- 卓球部
- 剣道部
- ソフトボール部
- 陸上部

### 文化系部活動
- 吹奏楽部
- フォト・ムービー部
- 合唱部

札幌市白石区
- 北郷1条11丁目から北郷1条14丁目まで
- 北郷2条11丁目から北郷2条14丁目まで
- 北郷3条11丁目から北郷3条14丁目まで
- 北郷4条11丁目から北郷4条14丁目まで
- 川北1条1丁目から川北1条3丁目まで
- 川北2条1丁目から川北2条3丁目まで
- 川北3条1丁目から川北3条3丁目まで
- 川北4条1丁目から川北4条3丁目まで
- 川北5条1丁目
- 川北
- 川下1条4丁目から川下1条9丁目まで
- 川下2条4丁目から川下2条8丁目まで
- 川下3条3丁目から川下3条7丁目まで
- 川下4条1丁目から川下4条6丁目まで
- 川下5条1丁目から川下5条4丁目まで
- 川下

## 進学前小学校
- 札幌市立川北小学校
- 札幌市立北都小学校
- 札幌市立東川下小学校

## 出身の有名人
- 大沢逸美 - 女優
- 森大助 - 柔道選手
- 荒野拓馬 - 北海道コンサドーレ
- 松浦航大 - aoiro(ボーカルユニット)